# Badanavalu, Nanjangud
Badanavalu là một làng thuộc tehsil Nanjangud, huyện Mysore, bang Karnataka, Ấn Độ.